# État ukrainien
Pour l'État cosaque installé en Ukraine de 1648 à 1782, voir Hetmanat cosaque.
 (novembre 2022).
Si vous disposez d'ouvrages ou d'articles de référence ou si vous connaissez des sites web de qualité traitant du thème abordé ici, merci de compléter l'article en donnant les références utiles à sa vérifiabilité et en les liant à la section « Notes et références ».
29 avril – 14 décembre 1918 
(7 mois et 15 jours)
Entités précédentes :
- République populaire ukrainienne (Rada centrale)

Entités suivantes :
- Ukraine libertaire
- République populaire ukrainienne (Directoire d'Ukraine)

L’État ukrainien (ukrainien : Українська держава, Oukraïns’ka Derjava) ou le Second Hetmanat (ukrainien : Другий Гетьманат, Druhyi Het’manat) est un bref gouvernement d'Ukraine, installé avec le soutien de l'Allemagne et de certains cosaques ukrainiens et d'organisations militaires après la débandade de la Rada centrale de la République populaire ukrainienne le 29 avril 1918.

## Histoire

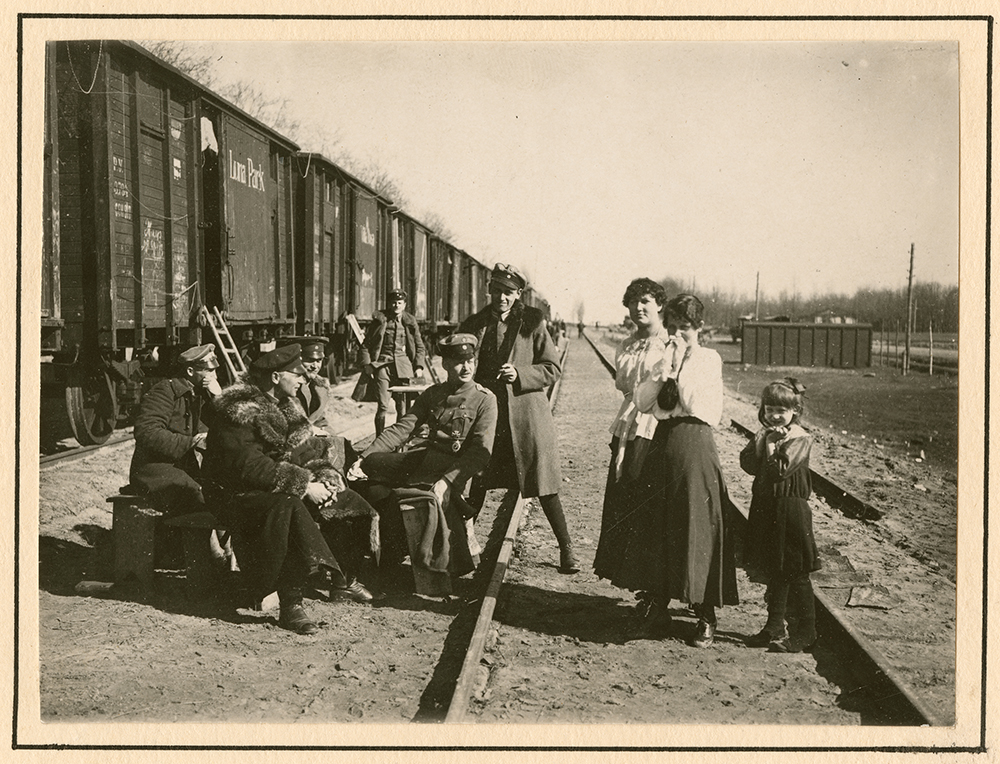
Officiers allemands à la gare de Kiev, printemps 1918.

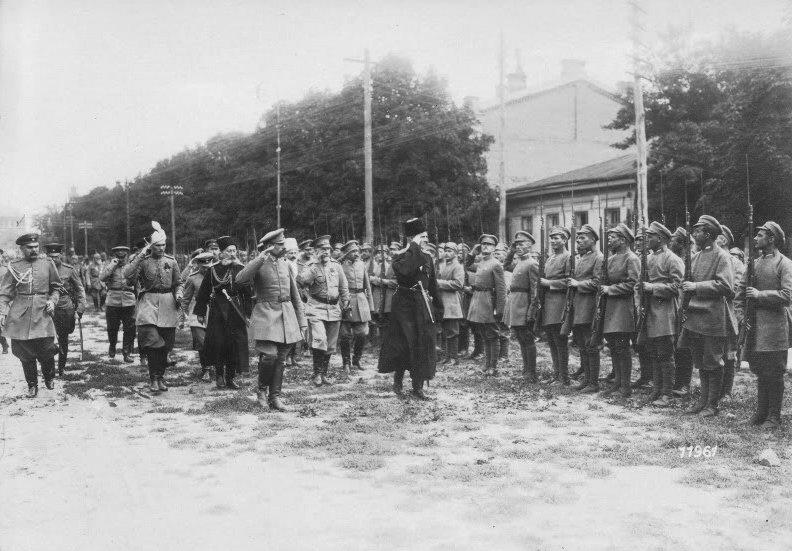
L'hetman Skoropadsky passant en revue les « Capotes grises », août-septembre 1918.

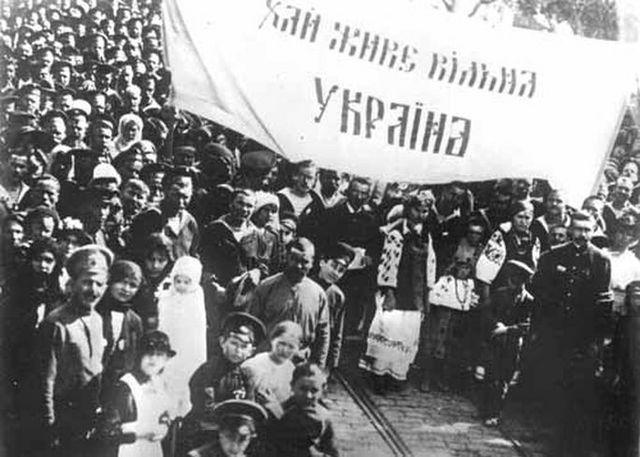
« Vive l'Ukraine libre ! » Manifestation à Kiev pendant la période de l'Hetmanat, 1918.

La Rada centrale montrant son incapacité à maintenir l'ordre et devant le chaos dans lequel est plongée l'Ukraine au printemps 1918, le gouvernement perd bientôt la confiance des propriétaires fonciers et des milieux économiques. En avril 1918, ceux-ci organisent un coup d'État et nomment le général conservateur Pavlo Skoropadsky (commandant du premier corps russe à avoir été « ukrainisé », puis chef des cosaques libres) comme hetman de ce qui prend le nom d'État ukrainien (Oukraïnska Derjava). Les occupants austro-hongrois et allemands, voulant avant tout la stabilité, approuvent le coup d'État. Skoropadsky coopère avec eux, ce qui le rend impopulaire parmi les paysans ukrainiens. Le nouvel État conserve les armoiries de l'Ukraine — le tryzoub — et les couleurs nationales, mais renverse le dessin du drapeau avec bleu clair sur jaune. Le général Alexandre Ragoza, venu de l'armée impériale russe, est chargé d'organiser les troupes du nouvel État. Le corps des fusiliers de la Sitch, qui s'opposait au coup d'État, est dissous et remplacé par les « capotes bleues », une division ukrainienne baptisée d'après leur uniforme bleu et formée de prisonniers de guerre allemands et austro-hongrois.
La décision de l'Hetman de réquisitionner les stocks de nourriture et de rendre les terres aux grands propriétaires fonciers provoque une opposition interne. Les opposants au régime de Skoropadsky commettent des incendies criminels et des actes de sabotage et, en juillet 1918, assassinent le Feld-maréchal Hermann von Eichhorn, le commandant des troupes allemandes en Ukraine. La coalition anti-Skoropadsky parvient à le forcer à réformer les corps des fusiliers de la Sitch en août 1918. À cette époque, il devient évident que les Empires centraux ont perdu la guerre et que Skoropadsky ne pourra tenir longtemps sans leur soutien. Il se tourne alors vers les éléments conservateurs russes de la société pour obtenir leur soutien et propose de constituer une fédération avec les Russes blancs de Dénikine (1872-1947), ce qui contribue à éroder sa position auprès des Ukrainiens.
Après l'armistice de novembre 1918, les opposants à Skoropadsky forment un gouvernement rival connu sous le nom de « Directoire », dont les forces accueillent les fusiliers de la Sitch ; les « Capotes grises » rejoignent également la révolte. Bien que les troupes allemandes et autrichiennes soient toujours présentes en Ukraine, elles n'ont aucun intérêt à se mêler à cette guerre. La plupart des forces de Skoropadsky se rallient elles-mêmes au Directoire, et il doit se tourner vers les milliers d'officiers blancs qui se sont échappés en Ukraine afin de rejoindre l'Armée des volontaires de Dénikine, qui est basée dans la région du Don vers l'est. Ils sont rassemblés dans un « corps spécial » d'officiers russes blancs ; Dénikine est disposé à les laisser combattre pour Skoropadsky car il affaiblit les nationalistes ukrainiens, mais ils ne peuvent résister aux troupes du Directoire. Celles-ci s'emparent de Kiev en décembre 1918, renversant le régime de Skoropadsky, qui est contraint à l'exil. 
Après que Skoropadsky a été chassé par les forces insurgées, l'Hetmanat est remplacé par le Directoire.